# Дратцев, Евгений Юрьевич
Евге́ний Ю́рьевич Дра́тцев (род. 24 января 1983 года) — российский пловец, выступавший на открытой воде. Заслуженный мастер спорта России.

## Биография
Родился 24 января 1983 года в Ярославле.
Первый тренер по плаванию — Елена Бутикова (Ярославль, бассейн «Лазурный»). Тренер с 1998 года — Ирина Воронина.
Окончил Ярославский государственный педагогический университет. В 2008 году там же под руководством профессора Александра Викулова защитил кандидатскую диссертацию по теме «Особенности регионального мышечного кровообращения у спортсменов высокой квалификации» (кандидат биологических наук).

## Личная жизнь
Женат. Воспитывает двоих сыновей: Михаила (2013 г.р.) и Александра (2014 г.р.).

## Достижения
| Олимпийские Игры                            | 10 км        |            |
| 2008 Пекин                                  | 5 1:52’07"5  |            |
| Чемпионат мира по водным видам спорта       | 10 км        | 5 км       |
| 2007 Мельбурн                               | 3 1:55’47"31 |            |
| 2009 Рим                                    | 10 1:52’15"0 |            |
| 2011 Шанхай · Китай                         | 5 1:58’32,7" | 3 56’18,5" |
| Чемпионат мира по плаванию на открытой воде | 10 км        |            |
| 2006 Неаполь · Италия                       | 3 2:10’40"72 |            |
| 2010 Роберваль · Канада                     | 2 1:53’38"8  |            |
| Чемпионат Европы по водным видам спорта     | 10 км        |            |
| 2010 Будапешт · Венгрия                     | 3 1:54’26"6  |            |
| Гран-при по плаванию на открытой воде       | 12 км        |            |
| 2011 Вьедма · Аргентина                     | 1 2:33’07    |            |